# José Pérula y de la Parra

Escut de Sesma, vila on va néixer José Pérula

José Pérula y de la Parra (Sesma, Navarra, 1830 - Mondariz-Balneario, Pontevedra, 1881) fou un general carlí navarrès.
Per haver figurat en classe de capità en la partida dels cèlebres Hierros, que el 1855 s'aixecà en favor de Carles a la serra de Burgos fou condemnat per un consell de guerra, a servir vuit anys a l'illa de Cuba com a soldat ras, però el 1858 fou amnistiat i tornà a Espanya poc temps abans de declarar-se la guerra d'Àfrica.
Assentà plaça en qualitat de voluntari de cavalleria i anà a l'Àfrica, distingint-se per la seva bravura i mereixen en recompensa la creu de Sant Ferran, i com a oficial dels terços bascos. El comte de Montemolin li agraí amb el grau de capità de cavalleria pel desembarcament carlí de Sant Carles de la Ràpita als que no assistí, i en vista del fracàs que va tenir aquell intent, es retirà a Corella, on exercí durant alguns anys el càrrec de notari públic.
Quan esclatà la Revolució de Setembre (1868) marxà a Donostia amb el comte Heredia-Spinola i s'oferí a lluitar en defensa d'Isabel II d'Espanya, mentre la reina romania a Espanya, i en veure-la marxar, passà a l'estranger; a París oferí l'espasa a en Carles, assistí a l'Assemblea de Vevey, i el 21 d'abril de 1872, iniciada la tercera guerra carlina es llençà a campanya amb el general carlí Diaz de Rada; es va batre heroicament a Oroquieta, Puente la Reina i Unzué, i no adherint-se al conveni d'Amorebieta pactat pels biscaïns, emigrà a França amb En Carles, el qual premià els seus serveis amb l'ascens a coronel.
El 21 de desembre del mateix any tornà a penetrar a Espanya amb Ollo i Argonz, i als tres dies entrava a Sesma, rendint-se la seva guarnició i apoderant-se d'armes i bagatges, i a Lizarra feu el mateix. Assistí a les accions de Salinas de Oro, Munarriz, Ulibarri, Caparroso, Villafranca i Olcoz, sostenint-se amb una força il·lusoria de cavalleria contra diverses columnes enemigues.
A principis de 1873 s'uní a la fructífera excursió de Antonio Dorregaray y Dominguera a Biscaia; batent-se a Miravalles i Elejabeitia i organitzà el primer regiment de cavalleria regular que tingué l'exèrcit carlí del Nord. Assistí a la batalla de Monreal, burlà la persecució de Moriones, i amb tan sols quatre companyies i un esquadró emprengué una agosarada expedició a la Rioja; va recórrer en breu temps gran part de les províncies de Logronyo, Burgos i Àlaba, desarmant nombroses guarnicions: retronà a Navarra sense perdre un sol home; assistí a les accions d'Allo, a l'atac i rendició de Lizarra i a la batalla de Montejurra, i quan el general Ollo emprengué el setge de Bilbao, protegí a Lizarra, lliurant freqüents escaramusses conra forces superiors a les seves, mereixen per aquests fets l'ascens a brigadier.
Novament es distingí en les batalles d'Abárzuza i Oteiza, i en l'expedició de Calahorra, en la qual feu 100 presoners i s'apoderà de 300 fusells, pel qual hagué de passar pel mig de dos cossos d'exèrcit republicans. En les accions del Carrascal guanyà la gran creu roja del Mèrit Militar, distingint-se després d'una manera notable en les jornades glorioses, pels carlistes, de Biurrun i Monte San Juan i Lácar, en la que guanyà la faixa de mariscal de camp.
Des de llavors Pérula figurà en primera línia en el camp carlí, desenvolupant els càrrecs més honorífics i també compromesos: al grau de comandant general de Navarra s'uní el juliol de 1875 el de general en cap de l'exèrcit carlista basconavarrès en substitució del general Mendiry. Pérula inaugurà el seu comandament en cap amb la desgraciada batalla de Zumelzu en el comtat de Treviño, però fou més afortunat en els combats de Lumbier.
Vençut després pel general Quesada en la línia Miravalles-Oricáin, Pérula presentà, i li'n fou admesa, la dimissió del generalat en cap, passant a desenvolupar fins al final de la campanya la comandància general de Navarra. Malgrat que en el desenvolupament d'aquesta Pérula refusà als liberals a Santa Barbara de Mañeru el 30 de gener de 1876 i operà amb habilitat a Navarra durant el següent mes de febrer, es feu sospitós de traïció, degut, sens dubte, a certs moviments de les seves tropes, sense motiu aparent, i que s'ha d'atribuir més aviat a l'atabalament, ja que la vida modesta, i fins i tot precària i plena d'estretors que portà en Pérula a l'emigració a Madrid i a l'Havana, on, per a poder viure, hagué d'acceptar un pobre destí civil, que no va poder desenvolupar sinó un breu temps per motius de salut, no justifica més bé el dictat de traïdor que li donaren alguns dels seus correligionaris.